# Omomyidae
Omomyidae är en utdöd familj tidiga primater som levde för 62 till 28,5 miljoner år sedan under paleocen, eocen och oligocen.
Familjens medlemmar är sannolikt förfäder eller åtminstone nära släkt med spökdjuren.

## Klassifikation
- Familj Omomyidae
  - Ekgmowechashala
  - Altanius
  - Altiatlasius
  - Kohatius
  - Underfamilj Anaptomorphinae
    - Tribus Trogolemurini
      - Trogolemur
      - Sphacorhysis

    - Tribus Anaptomorphini
      - Arapahovius
      - Tatmanius
      - Teilhardina
      - Anemorhysis
      - Chlororhysis
      - Tetonius
      - Pseudotetonius
      - Absarokius
      - Anaptomorphus
      - Aycrossia
      - Strigorhysis
      - Mckennamorphus
      - Gazinius

  - Underfamilj Microchoerinae
    - Nannopithex
    - Pseudoloris
    - Necrolemur
    - Microchoerus

  - Underfamilj Omomyinae
    - Huerfanius
    - Mytonius
    - Palaeacodon
    - Tribus Rooneyini
      - Rooneyia

    - Tribus Steiniini
      - Steinius

    - Tribus Uintaniini
      - Jemezius
      - Uintanius

    - Tribus Hemiacodontini
      - Hemiacodon

    - Tribus Omomyini
      - Chumachius
      - Omomys

    - Tribus Microtarsiini
      - Yaquius
      - Macrotarsius

    - Tribus Washakiini
      - Loveina
      - Shoshonius
      - Washakius
      - Dyseolemur

    - Tribus Utahiini
      - Asiomomys
      - Utahia
      - Stockia
      - Chipataia
      - Ourayia
      - Wyomomys
      - Ageitodendron